# Masters@Rock
Masters@Rock was een Belgisch muziekfestival dat tot 2015 jaarlijks doorging in Torhout (West-Vlaanderen). De eerste editie vond plaats in 2010. Twee jaar  later werd het festival uitgebreid naar twee dagen. In 2013 en 2014 was Masters@Rock genomineerd voor de European Festival Awards in de categorie ‘Best small European Festival’. Tot en met de vijfde editie lag de focus vooral op het hardere gitaargeweld, maar door tegenvallende bezoekerscijfers in 2014 was de organisatie genoodzaakt het concept te hertekenen. In 2015 werden festivalgangers de vrijdag getrakteerd op verschillende Dance-artiesten. Zaterdag lag de nadruk op de algemene, meer toegankelijke Rock en Hard Rock.
Ondanks de conceptwijziging voor de editie van 2015, besliste de organisatie om na de zesde editie de stekker uit het festival te trekken.

## Torhoutse festivalgeschiedenis
Als kleine provinciestad kent Torhout een rijke muziek- en festivalgeschiedenis. Het grootste deel van de nationale bekendheid heeft het te danken aan Rock Torhout, het muziekfestival dat tot 1998 deel was van het tweeluik Torhout-Werchter.
In 1999 besloot organisator Herman Schueremans het festival enkel nog in Werchter te laten doorgaan en zat Torhout voor het eerst in 25 jaar zonder festival. Nieuwe evenementen zoals Earect en House Torhout boekten een kortstondig succes, maar slaagden er niet in de leegte op te vullen en hielden op te bestaan. Masters@Rock leek hier wel in te slagen, maar ook dit festival stopte dus definitief na 6 edities.

## Line-up
2010Daan, Dog Eat Dog, The Hickey Underworld, Bulls On Parade, Customs, Magnapop, Spoil engine, The Black Tartan Clan, Blood Redemption, Red Star Bullets.
2011Therapy?, Channel Zero, Diablo blvd, Heideroosjes, The Wolf Banes, Johnny Jailbird, Psycho 44, Flatcat.
2012Soulfly, Channel Zero, 't Hof van Commerce, Dog Eat Dog, The Bouncing Souls, Belgian Asociality, Funeral Dress, Clawfinger, H-Blockx, Mustasch, Steak Number Eight, Guilty As Charged, Bliksem.
2013Guano Apes, Venom, Therapy?, Front 242, Good Riddance, The Kids, Peter Pan Speedrock, Toxic Shock, Kreator, Sick of it all, Diablo blvd, Powerwolf, Godsized, Spoil engine, Wallace Vanborn, Always Fallen.
2014Papa Roach, Agnostic Front, Biohazard, Airbourne, Evergreen Terrace, Black Tartan Clan, Born From Pain, All For Nothing, The Ignored, Kamelot, Finntroll, Hacktivist, Corroded, Crucified Barbara, Koritni, King Hiss, after All, Death Enters My Ocean.
2015The Subs, Arsenal, Praga Khan, Compact Disk Dummies, Vienna, Dirk Stoops, Golden Earring, Black Box Revelation, Dog Eat Dog, Bulls on Parade, The Kids, Wallace Vanborn, The Salvador Statement.